# Syllimnophora flavipalpis
Syllimnophora flavipalpis är en tvåvingeart som beskrevs av John Otterbein Snyder 1957. Syllimnophora flavipalpis ingår i släktet Syllimnophora och familjen husflugor. Inga underarter finns listade i Catalogue of Life.